# Паїсій Святогорець
Паїсій Святогорець (ім'я в миру Арсеніос Езнепідіс, грец. Αρσένιος Εζνεπίδης, 25 липня, 1924, Фараса, Каппадокія — 12 липня, 1994, Салоніки, Греція) — один з найшанованіших грецьких святих та духовних світил грецького народу ХХ століття, старець та монах Афонської гори, колишній боєць антифашистського грецького Опору. Відомий своїми духовними повчаннями.

## Агіографія
Паїсій народився у турецькій Каппадокії, якраз перед обміном населення між Грецією та Туреччиною. Ім'я Арсеній він отримав від Святого Арсенія Каппадокійського, який його хрестив назвавши дитину після себе та пророкував монаше майбутнє малого Арсенія. Після переселення сім'я Езнепідісів поселилася в Коніці в регіоні Епір. Арсеній тут виростав і зразу ж після закінчення громадської школи вивчав теслярство.
Протягом громадянської війни в Греції, Арсеній служив радіо-оператором. Він турбувався за своїх співвітчизників, які мали сім'ї, а про себе він не переймався, бо був самотнім і не мав дітей. Відзначався своєю хоробрістю, самопожертвою та моральною праведністю. Після закінчення війни, він хотів розпочати чернече життя, але мусив забезпечувати своїх сестер. У 1950 році це було зроблено і він пішов на гору Афон: спершу до отця Кирила, майбутнього ігумена монастиря Кутлумуш на Афоні, а потім до монастиря Есфігмену (хоча він не підтримував їх пізніший спротив Вселенському патріархату).
Арсеній, будучи послушником протягом 4 років і був пострижений в інока з іменем Аверкій. Згодом, отець Аверкій перейшов до чернечого братства Філофей (Любитель Бога), де його стрий був ченцем. У монастир Філофей він був у послусі у старця Симеона. У 1956 році старець Симеон постриг Аверкія у малу схиму та дав ім'я Паїсій.
12 липня 1994 року, прийнявши Святе Причастя за день перед цим, старець Паїсій помер і був похований в Суроті, поруч з Церквою Святого Арсенія Каппадокійського. 
У вівторок 13 січня 2015 року Священний Синод Константинопольського Патріархату під головуванням Патріарха Варфоломія зарахував до лику святих старця Паїсія Святогорця

## Про «Повне житіє Старця Паїсія Святогорця»
За останні роки побачили світ різні книжкові публікації про Блаженного Старця Паїсія Святогорця. Вони дійсно принесли духовну користь багатьом людям і зробили ім'я Старця ще відомішим. Проте в основному в них йдеться про вчення й чудеса Старця Паісія. Біографічні відомості, що містяться в цих книгах, — мінімальні.
Переконавшись у необхідності складання систематичного життєпису отця Паїсія, один із його духовних чад — Старець, ієромонах Ісаак, — зважився взятися за цю працю. Отець Ісаак разом із ченцями свого братства почав складання «Житія» Старця Паїсія приблизно через два роки після його кончини. Праця наближалася до завершення, коли кончина самого отця Ісаака (3 липня/ 16 липня 1998 року) відклала видання на не визначений час.
«Житіє» залишалося не опублікованим, воно ще потребувало виправлень і доповнень. Тим часом, через труднощі, що виникли після кончини старця, отця Ісаака, продовжувати роботу над книгою було неможливим Крім цього, усвідомлюючи очевидну непридатність для такої відповідальної праці, автори більше трьох років взагалі боялися торкнутися до «Житія».
Завершити роботу спонукало бажання Старця, отця Ісаака, і праця, пророблена ним заради того, щоб «Житіє» Старця Паїсія побачило світ. Крім цього, багато братів і сестер у Христі також заохочували авторів до завершення справи.
За життя отця Паїсія автори не вважали за необхідне записувати його слова, фотографувати його самого чи збирати про нього біографічні відомості для того, щоб коли-небудь скласти його життєпис. Авторів книги наповнювала сама його присутність, їм було досить уже того, що вони його бачили й чули. Можливо, хтось вважатиме це недбалістю. Однак їхня совість спокійна від того, що вони не робили нічого, що могло його засмутити.
Єдиним винятком були деякі записи, зроблені для того, щоб не забути відповідей отця Паїсія на особисті запитання, пов'язані з нашим щоденним чернечим життям. Відповідаючи авторам книги, Старець наводив приклади зі свого подвижницького досвіду, розповідав про пережиті ним надприродні події і демонічні спокуси. Проте в основному автори спиралися на те, що збереглося в їхній пам'яті. Багато чого з того, що запам'яталося, вони чули від нього неодноразово. І зараз — для спільної користі братів і сестер — передали на папері його слова, написані ним у серцях авторів які написали книгу про його життя.
Довідавшись про складання «Житія», багато мирян і священнослужителів — з власної ініціативи або на прохання — надали в розпорядження авторів чимало безцінних документів: листів Старця Паїсія, фотографій, записів і свідчень очевидців. Увесь цей матеріал, який додав у «Житіє» Старця чимало раніше невідомих сторінок, був використаний з обережністю й відповідальністю. Після багаторазового просіювання й відбору було залишено лиш те, що дійсно заслуговувало на довіру.
«Початок слів Твоїх є істина», і тому головним принципом роботи над «Житієм» автори теж обрали істину. Вони намагалися описати Старця таким, яким його знали, таким, яким він був, — уникаючи перебільшень, породжених любов'ю й захопленням.
Значна частина «Житія», по суті, є автобіографією Старця Паїсія, оскільки головним джерелом відомостей був він сам більшість розповідей виходять безпосередню з його найправдивіших вуст. Однак насправді автори написали дуже мало. Будучи мізерним і слабким, книга не дає вичерпної картини духовного багатства Старця. Автори не тільки не звеличували, але — аж ніяк не бажаючи того — багато в чому применшують його образ. Причини цього ось у чому. Його внутрішнє життя — як життя будь-якого святого — минало «потаємно», невидимо для інших. Щоб допомогти авторам книги у їхньому чернечому житті, старець відкривав небагато — за великим рахунком те, що з ним відбувалося, залишилося невідомим. Коли він ще був живий, у спілкуванні з ним переважав людський бік, який приховував його духовну велич.
Помістити в один том всі відомості про Старця було б неможливо. Тому з безлічі описаних випадків вибрані найхарактерніші й повчальні. До цієї книги не ввійшло вчення Старця (обсягом у п'ять томів), безліч листів і більше двохсот свідчень про вчинені ним чудеса.
Книга «Житіє Старця Паїсія Святогорця» складається з, двох частин. У першій увазі читача пропонується «Повне житіє» Старця. Автори намагалися якомога простіше, але й у найбільш цілісному вигляді показати подвижницький шлях Старця від народження до кончини, дотримуючись хронології й зовнішнього плину його життя. Основа кожного з чотирнадцяти тематичних блоків першої частини — те географічне місце, де старець жив у ті чи інші роки. Глави містять біографічні відомості про Старця, опис його подвигів, свідчення про чудеса, різноманітні дари й допомогу людям.
Друга частина книги, під назвою «Чесноти, дари й приношення Старця світові», — це необхідне доповнення й пояснення до першої частини. Знайомство з її змістом дозволить читачеві дізнатися про Старця глибше й зрозуміти його повніше. Обидві частини книги незалежні одна від одної — тому видаються як два окремих томи, — але все ж таки вони зв'язані між собою глибокою внутрішньою єдністю. Друга частина — це теж життєпис, однак він не дотримується хронологічної канви, а містить біографічні відомості, розділені за різними темами.
Головна ідея другої частини, яка видаватиметься окремим томом, — Божественна Благодать. Для того, щоб її набути, Старець спочатку почав боротьбу проти пристрастей і гріха і згодом став «добрим будівельником різноманітної Благодаті Божої».
У тематичному блоці «Чесноти» різні випадки з життя Старця описуються так, щоб читач міг отримати для себе практичну користь. Вони розділені на глави, основний зміст яких становить чеснота, винесена як заголовок. Вчення Старця про ту чи іншу чесноту в глави не включено — за винятком деяких лаконічних і найхарактерніших уривків. Однак там, де було необхідно щось підкреслити, Для того щоб краще показати дух Старця, уривків із його повчань наводиться більше.
Про прояви дарів Старця — різноманітних і надприродних — яскраво свідчать інші люди і вчинки самого отця Паїсія. Із безлічі свідчень були вибрані деякі — найбільш значимі. Ці свідчення, також розділені за тематичними главами, наводяться без коментарів — за винятком випадків, де пояснення були необхідні
Бажаючи уникнути неточностей і помилок, автори представили написане ними на суд і перевірку духовним чадам Старця Паїсія та іншим отцям. Їхня допомога в роботі над книгою була суттєвою. Без неї «Житіє» Старця вийшло б дуже недосконалим і містило б багато помилок.

## Книги
- Слова. Том I. З болем та любов'ю про сучасну людину
- Слова. Том II. Духовне пробудження
- Слова. Том III. Духовна боротьба
- Слова. Том IV. Сімейне життя
- Слова. Том V. Пристрасті і чесноти
- Слова. Том VI. Про молитву